# Ernst Peter Pehrzander
Ernst Peter Pehrzander, född den 26 februari 1885 i Karlskrona, död den 30 mars 1956 i Lund, var en svensk ämbetsman.
Pehrzander avlade studentexamen 1911, juris kandidatexamen 1914, filosofie kandidatexamen 1921, teologie kandidatexamen 1927 och teologie licentiatexamen 1933. Han blev extra ordinarie landskanslist i Hallands län 1905, extra ordinarie notarie i Göta hovrätt och biträdande domare i Hallands norra domsaga 1914, extra ordinarie notarie i Kammarkollegiet 1916, byråsekreterare där 1926 och kammarråd 1939. Pehrzander blev riddare av Vasaorden 1929 och av Nordstjärneorden 1942. Han vilar på Gamla kyrkogården i Kungsbacka.